# Mócs község
Mócs község (románul: Comuna Mociu) község Kolozs megyében, Romániában. Központja Mócs, beosztott falvai Bárányvölgy, Botháza, Falka, Mezőgyéres, Mezőkeszü, Tormásdűlő, Tótháza, Zorenii de Vale.

## Fekvése
Kolozs megye délkeleti részén, a Mezőség közepén helyezkedik el Kolozsvártól 40 kilométerre. Az Apahidát Szászrégennel összekötő  DN16-os főúton közelíthető meg. 

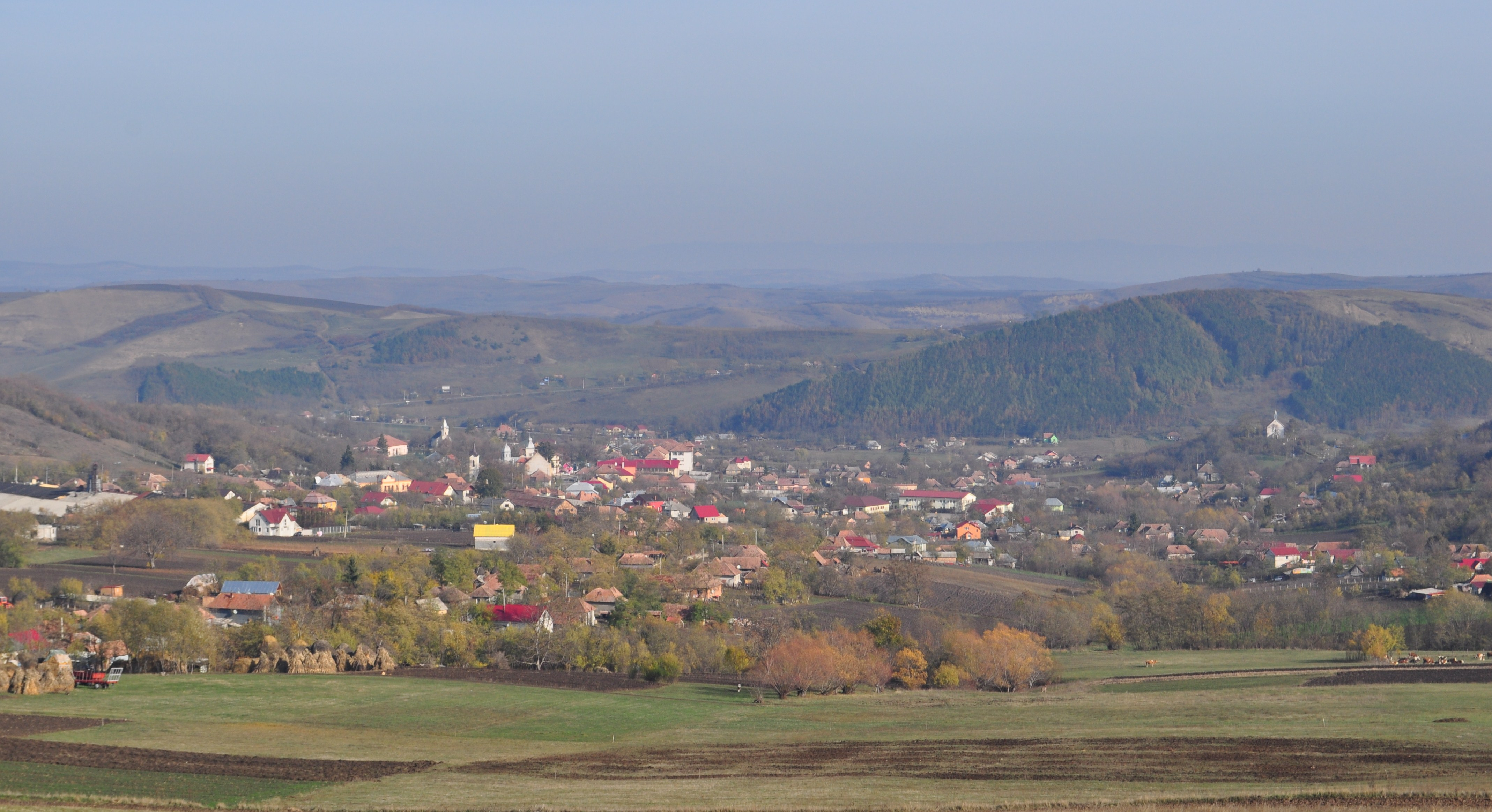
Mócs látképe

## Története
Nevét először 1329-ben említették a forrásokban, majd 1332-1337-ben nevét a pápai tizedjegyzék említette ismét, már ekkor egyházas hely volt. A Magyar Királyság idején Mócs egy Kolozs megyei székes körzet székhelye volt. Ezt követően a község a történelmi kolozsvári, majd 1950-től a mai kolozsvári kerülethez tartozott.

## Népessége
1850-től a népesség alábbiak szerint alakult:
| Lakosok száma | 2796 | 2974 | 3902 | 4527 | 5382 | 4914 | 3728 | 3494 | 3313 | 3300 |
|               | 1850 | 1880 | 1900 | 1920 | 1941 | 1977 | 1992 | 2002 | 2011 | 2021 |

A 2011-es népszámlálás adatai alapján a község népessége 3313 fő volt, melynek 68,61%-a román, 15,12%-a magyar  és 11,2%-a roma Vallási hovatartozás szempontjából a lakosság 73,23%-a ortodox, 11,5%-a református, 3,8%-a hetednapi adventista, 2,72%-a görög rítusú római katolikus és 2,02%-a pünkösdista.

## Nevezetességei
1882. február 3-án Mócs községben hullott le az az eredetileg 42 kg-os meteorit, melynek megmaradt legnagyobb  35,7 kilogrammos darabját a helyi kultúrház területén találták meg; fennmaradó részeit 15 kilométeres körzetben szétszóródva találták meg. A meteorit 42 kg-os legnagyobb darabja a kolozsvári Ásványtani Múzeumban található, számos kisebb fellelt darabját pedig világszerte több mint 100 múzeumba juttatták el. A meteorit eredetileg állítólag körülbelül 300 kilogrammot nyomhatott.
A község területéről az alábbi épületek szerepelnek a romániai műemlékek jegyzékében:
- a botházai református templom (LMI-kódja CJ-II-m-B-07538)
- a mezőkeszüi református templom (CJ-II-a-B-07560)
- a mezőkeszüi Szent Mihály és Gábriel arkangyalok fatemplom (CJ-II-m-B-07559)
- a tótházi Szent Mihály és Gábriel arkangyalok fatemplom (CJ-II-a-B-07583)

## Híres emberek
- Mezőkeszün született Járai István (1883–1933), a nagyenyedi Bethlen Gábor Kollégium igazgató-pedagógusa, publicista.
- Mócson születtek Győrffy Iván (1830–1883) pedagógus és Kiss Jenő (1912–1995) költő.